# Gares
Garés  è una località del Veneto, frazione del comune di Canale d'Agordo, in provincia di Belluno, che sorge in fondo alla omonima valle a 7 km dal capoluogo; è sovrastata dal Cimon della Stia (m. 2391), e dal Gruppo dei Lastéi (m. 2721).

## Etimologia
Secondo lo studioso Giacomo Magliaretta il paese era già noto dal 1422 col nome di Agaressium, derivato dal latino "acrensis" (da "acer"), cioè "luogo con aceri".
Questa etimologia è confermata anche dallo studioso di toponomastica Giovan Battista Pellegrini.

## Storia
Nominato per la prima volta in documenti ufficiali nel 1422, in un inventario dei beni della parrocchia di San Tomaso Agordino, Gares fu fondato in età medioevale, probabilmente per lo sfruttamento economico del bosco e successivamente è citato con un certo rilievo in tutte le carte, dal Seicento in poi, motivo della sua rilevanza come zona di estrazione mineraria.

### Miniere di Gares
Il villaggio dovette infatti il suo periodo di fama all'attività delle sue miniere di ferro, rame e mercurio, ubicate principalmente alle pendici del Sass Negher, che nel XVIII secolo furono proprietà dei Remondini di Bassano. I forni fusori come prima lavorazione si trovavano in località "Còl de le Fusine" fino al 18 agosto 1748 (poi distrutti dall'alluvione) e quelli più grandi successivamente a "Forno" (a ridosso del torrente Biois) sotto a Pieve di Canale.

### Testimonianze storiche
Ottone Brentari così descrive Gares nel 1887:
(Ottone Brentari, Guida storico-alpina di Belluno-Feltre. Primiero-Agordo-Zoldo, pag. 304.)

### Seconda Guerra Mondiale
Il paese venne completamente distrutto da un incendio tra il 20 ed il 21 agosto 1944, appiccato per rappresaglia dai soldati tedeschi. Di tutti gli edifici si salvò solo un fienile. La chiesa, gravemente danneggiata, venne restaurata nel 1947.

## Chiesa della Beata Vergine delle Grazie e di san Gottardo
Ai Remondini di Bassano si deve anche la costruzione della chiesetta dedicata alla Madonna della Neve nel 1732.

Nella chiesa sono conservati: 
- un altare maggiore ligneo di pregio, del 1740;
- una pala del 1740, di autore anonimo, che raffigura la Vergine con San Gottardo, San Pietro, San Giuseppe, Sant'Osvaldo[non chiaro] e Sant'Antonio da Padova;
- un paliotto datato 1903, opera del pittore locale Pietro Antonio Andrich (1839-1904), raffigurante la Madonna della Neve con Gesù bambino.

## Pista di sci di fondo
Nel marzo 2009 la pista invernale di fondo è stata dedicata a Franco Manfroi, atleta azzurro Italiano, che ai Mondiali di sci nordico 1966 di Oslo vinse la medaglia di bronzo nella staffetta 4x10 km.

## Escursioni
- Da Garés alla Malga Stia[8]
- Da Garés al Rifugio Rosetta per la Val Delle Comelle[9]
- A Casera Pape per i selvaggi Lastei di Pape[10]